# (311999) 2007 NS2
(311999) 2007 NS2 — небольшой троянский астероид Марса, расположенный в марсианской точке Лагранжа L5, движущийся по орбите в 60° позади планеты. Он был открыт 14 июля 2007 года астрономами обсерватории Ла-Сагра. Этот астероид пока не имеет собственного имени, и лишь недавно получил порядковый номер в каталогах.
- Орбита астероида 2007 NS2 и его положение в Солнечной системе